# Kumziero
Kumziero (ros. Кумзеро) – wieś (sieło) w Rosji, w obwodzie wołogodzkim, w rejonie charowskim. W 2010 liczyła 148 mieszkańców.